# جون بروفتون
جون بروفتون (بالإنجليزية: John Broughton)‏ هو عالم فلك أسترالي، ولد في 1952 في سيدني في أستراليا.